# Les Jardins de corail
Les Jardins de corail est un livre de l'anthropologue Bronislaw Malinowski formant la troisième partie d'une trilogie consacrée aux habitants des îles Trobriand, faisant suite aux Argonautes du Pacifique occidental (1922) et à La Vie sexuelle des sauvages du nord-ouest de la Mélanésie (1929). L'ouvrage est paru en anglais en 1935 sous le titre Coral Gardens and Their Magic, composé de deux volumes, l'un consacré aux méthodes agricoles des ilotes et l'autre à leur langage spécialisé à ce sujet, qui sont regroupés dans l'édition française.

## Présentation
L'ouvrage porte sur les méthodes de culture de l'igname, du taro, des bananes et des palmiers, déjà mentionnées plus brièvement dans un ouvrage précédent, Les Argonautes du Pacifique occidental (édition originale anglaise publiée en 1922). Il décrit les vergers comme n'ayant pas qu'une fonction utilitaire mais étant plutôt des œuvres d'art. Selon l'anthropologue Alfred Gell, l'ouvrage est « encore aujourd'hui la meilleure description d'un système primitif technique et magique et n'est pas prêt d'être dépassé à cet égard ». Pour Ariel Glucklich, ce livre est le « chef d’œuvre » de Malinowski. 

## Organisation
L'ouvrage est divisé dans la version originale en deux volumes. Le premier, consacré à la description du jardinage, comporte l'introduction et trois parties et le second, portant sur le langage de la magie et le jardinage, comporte également trois parties. Les données linguistiques y sont suivies de considérations théoriques. La version française regroupe les deux parties en un seul volume. L'étude est suivie de deux annexes à caractère plus général concernant la théorie ethnographique du langage, où l'auteur développe son approche pragmatique et l'autre, la théorie ethnographique du mot magique. Malinowski explique comme suit la raison d'être de ces développements à caractère général qui font aujourd'hui une grande partie de l'intérêt de l'ouvrage : 

« Ce supplément linguistique doit son existence à des considérations d’ordre pratique. Je tenais naturellement à présenter tous les documents linguistiques que j’avais rassemblés au sujet de l’agriculture trobriandaise : sans eux, la monographie sur les jardins serait incomplète. Néanmoins, je me suis aperçu que si je présentais ces documents de manière exhaustive j’aboutirais à une accumulation technique encombrante : le 
rythme du récit aurait été brisé. Pour remédier à cet inconvénient, je commençai par consigner mes commentaires linguistiques dans des notes courantes. Quand elles prirent de l’importance, je rédigeai des digressions. Mais je m’aperçus bientôt qu’une fois réunies, ces digressions constituaient un exposé suivi, et que, sous cette forme, elles devenaient tout à la fois moins ennuyeuses et plus riches d’enseignement. Il ne me resta bientôt qu’une seule solution : isoler la partie linguistique de la partie descriptive et en faire ce supplément [...] Il me semble que ce double éclairage donnera aux documents un relief pour ainsi dire stéréoscopique. »

## Réception
L'ouvrage continue à faire l'objet de l'attention d'anthropolgues contemporains. Certaines analyses, par exemple celle du rôle des chefs vis-à-vis de leur communauté sont parfois discutées,. L'ouvrage comporte un nombre inhabituel de données ethnolinguistiques pour son époque et continue à fournir de la matière pour des analyses linguistiques.
Ce livre est également considéré comme ayant joué un rôle pionnier dans la mise en œuvre d'une linguistique pragmatique et dans l'approche ethnologique de sujets linguistiques dans ses analyses sur le contexte et le contenu des invocations magiques.